# جایزه ایگ‌نوبل

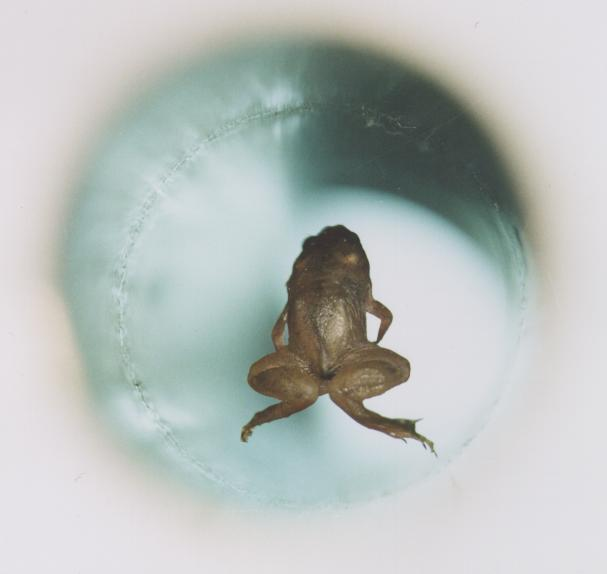
قورباغهٔ معلق. این قورباغهٔ زنده به‌صورت دیامغناطیسی شناور مانده‌است. آندره گایم از دانشگاه نیمیخن و مایکل بری از دانشگاه بریستول، به‌دلیل این کشف جایزهٔ ایگ‌نوبل فیزیک را در سال ۲۰۰۰ دریافت کردند. گایم در سال ۲۰۱۰ جایزهٔ نوبل فیزیک را نیز برای گرافین به‌دست‌آورد.

جایزهٔ ایگ‌نوبل (به انگلیسی: Ig Nobel Prize) نظیرهٔ طنزآمیزی از جایزهٔ نوبل است که همه‌ساله در اوایل اکتبر (تقریباً در زمان اعلام نتایج جایزهٔ نوبل) به ۱۰ موفقیت برتر که «ابتدا باعث خنده و سپس به فکر فرورفتن مردم شود» اعطا می‌شود. این جایزه توسط مجلهٔ طنز علمیِ سالنامهٔ تحقیقات نامحتمل (به انگلیسی: Annals of Improbable Research) سازمان‌دهی می‌شود.
مراسم این جایزه، که در «سالن تئاتر ساندرز» (به انگلیسی: Sanders Theater) دانشگاه هاروارد برگزار می‌شود، و ارائهٔ آن به عهدهٔ گروهی از برجستگان و شایستگان جایزهٔ نوبل است. مراسم هر سال با مجموعه‌ای از سخنرانی‌های عمومیِ برندگان جایزه در مؤسسهٔ فناوری ماساچوست (ام‌آی‌تی) خاتمه می‌یابد.

## تاریخچه
اولین جایزهٔ ایگ‌نوبل در سال ۱۹۹۱ به اکتشاف‌هایی اعطا شد که نمی‌شود یا نمی‌توان دوباره انجامشان داد. هرساله ۱۰ جایزه در چندین رشته اعطا می‌شود. این رشته‌ها علاوه بر رشته‌های موجود در جایزهٔ نوبل، مانند شیمی، فیزیک، فیزیولوژی و پزشکی، ادبیات و صلح، شامل موارد دیگری، ازجمله «بهداشت عمومی»، «مهندسی»، «زیست‌شناسی» و «پژوهش‌های میان‌رشته‌ای» (به انگلیسی: interdisciplinary research) هم می‌شود. به‌جز سه جایزه در اولین سال برگزاری (به Administratium, Josiah Carberry و Paul DeFanti که بیشتر جنبهٔ طنز داشته)، باقی جایزه‌های ایگ‌نوبل برای موفقیت‌های واقعی داده شده‌است.
گاهی این جایزه به نشانه انتقاد (یا حتی هجو ملایم) به کسی یا سازمانی داده می‌شود. دو جایزه‌ای که به پژوهش‌هایی در زمینه هومیوپاتی اعطا شد یا جوایزی که با دولت ایالتی کانزاس و کلرادو ایالات متحدهٔ آمریکا، برای پایداری در «تدریس فرگشت» داده شد،
و همین‌طور جایزه‌ای که به نشریهٔ Social Text، به‌خاطر اشتباه فاحشی که هیئت تحریریه‌اش در ماجرای سوکال مرتکب شده‌بود، تعلق گرفت، نمونه‌هایی از این دست هستند. با این حال، در بیشتر موارد، سعی می‌شود که توجه مخاطبان به مقاله‌هایی جلب شود که به جنبه‌ای فکاهی یا غیرمنتظره پرداخته‌اند. این موارد طیف وسیعی را در بر می‌گیرند؛ از کشف تحریک حس جنسی شترمرغ در حضور انسان گرفته تا تلاش برای این مطلب که سیاه‌چاله‌ها تمام امکانات فنی لازم برای جهنم بودن را دارند.
در سال ۲۰۱۰ میلادی آندره گیم (به انگلیسی: Andre Geim) اولین کسی بود که هم‌زمان هر دو جایزه نوبل و جایزهٔ ایگ‌نوبل را ازآنِ خود کرد.

## برنده ایرانی
ایمان فرحبخش دانشیار گروه متالورژی دانشگاه آزاد قوچان برای اختراع دستگاه کودک شور، با کاربرد تعویض پوشک، شستشو و خشک کردن بدن کودک برنده جایزه ایگ‌نوبل ۲۰۱۹ در رشته مهندسی شد.. برای اولین بار در جهان، دستگاه کودک شور در خرداد ۱۳۹۳ در ایران توسط او به ثبت رسید. همچنین او موفق به ثبت اختراع دستگاه کودک شور در سال ۲۰۱۸ در کشور امریکا شد.

## نام
نام ایگ‌نوبل متناسب با روحیهٔ طنز حاکم بر این جایزه انتخاب شده و نوعی بازی با واژهٔ Ignoble (در انگلیسی به‌معنی "ناجنس"، "پست" و "غیراصل") است. ضمن این‌که با جدا کردن پیشوند Ig از nobel و تغییر بخش دوم به‌صورت Nobel، اشاره به جایزهٔ نوبل هم شده‌است.
باید اضافه کرد که تلفظ این دو واژه اندکی با هم تفاوت دارد. بدین صورت که ignoble به‌صورت ‎/ɪɡˈnoʊbəl/‎ و دیگری به‌صورت ‎/ˌɪɡnoʊˈbɛl/‎ ig-no-bell تلفظ می‌شوند.

## مراسم
جایزهٔ ایگ‌نوبل، هرساله طی مراسمی، که پیشتر در مؤسسهٔ فناوری ماساچوست (ام‌آی‌تی) و اکنون در سالن تئاتر ساندرز دانشگاه هاروارد برگزار می‌شود، توسط برندگان واقعی جایزه نوبل به برندگان اعطا می‌شود. یکی از شوخی‌های رایج در این مراسم مربوط به دختر کوچکی، با نام مستعار Miss Sweetie Poo است که در صورتی که سخنرانی کسی طولانی شود، با صدای زیری مدام فریاد می‌زند «لطفاً، بس کن! حوصله‌ام سر رفت.»
جمله پایانی سنتی مراسم این است: «اگر امسال جایزه نبردید، و به‌خصوص اگر بردید، سال بعد موفق‌تر باشید!»
از دیگر شوخی‌های مرسوم حین برگزاری مراسم پرتاب کردن موشک‌های کاغذی بوده، که از سال ۲۰۰۶ میلادی به بعد به دلایل امنیتی انجام نمی‌شود!
در سال‌های قبل رسم بر این بوده که پروفسور روی گلوبر (برنده جایزه فیزیک نوبل سال ۲۰۰۵ میلادی) عهده‌دار جاروکشی پس از پرتاب موشک‌ها بوده‌است.
انجمن کامپیوتر هاروارد (به انگلیسی: Harvard Computer Society)، انجمن علمی‌تخیلی هاروارد-ردکلیف (به انگلیسی: Harvard-Radcliffe Science Fiction Association) و انجمن دانشجویان فیزیک  (به انگلیسی: Harvard-Radcliffe Society of Physics Students) حامیان دایمی مراسم و جوایز هستند.

## بازتاب در رسانه‌ها
مراسم سالانهٔ «جایزهٔ ایگ‌نوبل» توسط رادیوی عمومی ملی ایالات متحدهٔ آمریکا ضبط و پخش می‌شود. ضمن آن که پخش زنده آن را هم می‌توان از طریق اینترنت دید. رادیوی مذکور نسخه ضبط‌شده را در روز جمعه پس از جشن شکرگزاری و در برنامه Science Friday پخش می‌کند. حاضران مراسم هم به همین خاطر در ابتدای مراسم نام کوچک مجری این برنامه رادیویی (Ira Flatow) را سرودگونه می‌خوانند.
از سال ۲۰۰۳ میلادی تاکنون سه کتاب در مورد این جایزه چاپ و منتشر شده‌است:
1. جایزهٔ ایگ‌نوبل (به انگلیسی: The Ig Nobel Prize) - سال ۲۰۰۲ میلادی، آمریکا، شابک ‎۰-۴۵۲-۲۸۵۷۳-۹
2. جایزهٔ ایگ‌نوبل ۲ (به انگلیسی: The Ig Nobel Prize 2) - سال ۲۰۰۵ میلادی، آمریکا، شابک ‎۰-۵۲۵-۹۴۹۱۲-۷
3. مردی که تلاش کرد خودش را تاگ‌سازی کند (به انگلیسی: The Man Who Tried to Clone Himself) - سال ۲۰۰۶ میلادی، آمریکا، شابک ‎۰-۴۵۲-۲۸۷۷۲-۳ (توضیح: این کتاب چاپ مجدد کتاب فوق با یک عنوان جدید است)

از سال ۲۰۰۳ به‌بعد، یک «تور ایگ‌نوبل» نیز جزو برنامه‌های «هفتهٔ ملی علم» (به انگلیسی: National Science week) بریتانیا قرار داده شده‌است.

## مقبولیت
در سال ۱۹۹۵، رابرت می (به انگلیسی: Robert May)، زمانی که مشاور ارشد علمی دولت بریتانیا بود، درخواست کرد که سازمان‌دهندگان این جایزه از اعطای آن به دانشمندان بریتانیایی خودداری کنند. وی خطر به سمت مسخرگی کشیده شدن پژوهش‌های راستین علمی و کم‌اهمیت شدن این کوشش‌های علمی در انظار عمومی را دلیل این درخواست اقامه کرده بود.
اما نشریه شیمی و صنعت (به انگلیسی: Chemistry & Industry) طی مقاله‌ای استدلال‌های وی را مردود دانست.
در سپتامبر ۲۰۰۹ میلادی، مقاله‌ای به عنوان «جنبه شریف ایگ‌نوبل» (به انگلیسی: A noble side to Ig Nobel) در نشریه The National منتشر شد. در این مقاله آمده‌است که گرچه ایگ‌نوبل پژوهش‌های بی‌اهمیت را به باد سخره می‌گیرد، اما تاریخ نشان داده که گاهی همین پژوهش‌های جزئی به کشفیات بزرگی انجامیده‌است.
برای مثال، در سال ۲۰۰۶ پژوهشی نشان داده که پشه آنوفل(به انگلیسی: Anopheles) به اندازهٔ یکسانی به بوی پنیر لومبرگر (به انگلیسی: Limburger) کشش دارد که بوی پای انسان، که همان سال برنده جایزهٔ ایگ‌نوبل در رشته زیست‌شناسی شد.
درصورتی‌که در نتیجهٔ مستقیم همین پژوهش بود که بعدها با استفاده از همین نوع پنیر، برای مقابله با همه‌گیری بیماری مالاریا، تله‌هایی در مناطق حساس و راهبردیِ آفریقا کار گذاشته شد.